# واصلة (علامة)
الواصلة ( - ) هي علامة ترقيم (معروفة في ترقيم الكتابة بالإنجليزية وتسمى Hyphen وهي تختلف عن الكشيدة في الكتابة باللغة العربية)  
وتستخدم الواصلة  لربط الكلمات ، وفصل المقاطع لكلمة واحدة. غير الواصلة مثال على كلمة الواصلة. يجب عدم الخلط بين الواصلة والشرطات (-، -، -، -)، التي تعد أطول ولديها استخدامات مختلفة، أو مع علامة الطرح (-)، والتي تعد أيضًا أطول في بعض السياقات.
كمفهوم ل قواعد الكتابة، الواصلة هي كيان واحد. من حيث ترميز وعرض الأحرف، يتم تمثيل هذا الكيان بأي من الأحرف والرسومات العديدة (بما في ذلك الواصلات الصلبة، والواصلات الناعمة أو الاختيارية، والواصلات غير المنفصل)، وفقًا لسياق الاستخدام (الموضح أدناه).